# Embedsperiode
En embedsperiode er det tidsrum, hvor en person sidder i et embede, en politisk post eller lign. Perioden kan både være med tidsbegrænsning eller indtil personen trækker sig/abdicerer eller dør.
Et folketingsmedlems embedsperiode varer i højest fire år. Et medlemskab af en dansk kommunalbestyrelse varer i fire år fra 1. januar året efter valget og frem til 31. december fire år efter seneste valg. USA’s præsident sidder på sin post fra 20. januar året efter præsidentvalget og til samme dato fire år efter.
Personer, der kan sidde på deres poster i ubegrænset tid (indtil de abdicerer eller dør) kan eksempelvis være monarker og paven. 